# Crossosoma
Crossosoma là một chi thực vật có hoa trong họ Crossosomataceae.

## Các loài
Chi này gồm 3 loài:
- Crossosoma bigelovii S.Wats. - Tìm thấy trong các hoang mạc ở California, Nevada, Arizona và Baja California.
  - C. bigelovii var. glaucum (Small) Kearney & Peebles - Tìm thấy ở Arizona.
- Crossosoma californicum Nutt. - Tìm thấy trên bán đảo Palos Verdes và các đảo San Clemente, Santa Catalina ở California, cũng như đảo Guadalupe ở Baja California.
- Crossosoma parviflora B.L.Rob. & Fernald - Tìm thấy ở Arizona và Mexico.